# Кондакова, Елена Владимировна
Еле́на Влади́мировна Кондако́ва (род. 30 марта 1957, Мытищи, Московская область) — российский космонавт, политический деятель. Герой Российской Федерации (1995). Лётчик-космонавт Российской Федерации (1995). Стала третьей женщиной-космонавтом в истории СССР и России, после Валентины Терешковой (совершила полёт в 1963 году) и Светланы Савицкой (полёты в 1982 и 1984 годах).

## Биография
Родилась 30 марта 1957 года в городе Мытищи Московской области, РСФСР. В 1973 году окончила среднюю школу в городе Калининград Московской области. В 1980 году окончила Московское высшее техническое училище имени Н. Э. Баумана. С 1980 года работала инженером 113-го отдела НПО «Энергия» (с 1994 года — Ракетно-космическая корпорация «Энергия» имени С. П. Королёва), где была сотрудником Главной оперативной группы управления (ГОГУ). Занималась долгосрочным планированием космических полётов и тренировками персонала по работе в нештатных ситуациях, работала над выполнением научных проектов, экспериментов, проводила исследовательскую работу. В 1982—1985 годах входила в группу управления полётом космической станции «Салют-7».
В 1985 году начала тренировки и изучение корабля «Союз ТМ». В отряд космонавтов СССР её включили в 1989 году.
Её первый полёт в космос начался 4 октября 1994 года в составе экспедиции Союз ТМ-20, бортинженер. Вернулась на Землю 22 марта 1995 года после 5-месячного полёта на орбитальной станции «Мир». Елена Кондакова была первой женщиной, совершившей длительный полёт в космос.
С августа 1996 года проходила подготовку в Космическом центре имени Л. Джонсона в Хьюстоне (США).
Второй космический полёт Е. В. Кондаковой — в качестве специалиста на американском корабле «Атлантис» (англ. Space Shuttle Atlantis) в составе экспедиции STS-84 состоялся с 15 по 24 мая 1997 года по программе шестой стыковки с орбитальной станцией «Мир».
Статистика
| # | Стартовый корабль | Старт, UTC        | Экспедиция           | Корабль посадки | Посадка, UTC      | Налёт                        | Выходы в открытый космос | Время в открытом космосе |
| - | ----------------- | ----------------- | -------------------- | --------------- | ----------------- | ---------------------------- | ------------------------ | ------------------------ |
| 1 | Союз ТМ-20        | 03.10.1994, 22:42 | Союз ТМ-20, Мир-17   | Союз ТМ-20      | 22.03.1995, 04:03 | 169 суток 05 часов 21 минута | 0                        | 0                        |
| 2 | Атлантис STS-84   | 15.05.1997, 08:07 | Атлантис STS-84, Мир | Атлантис STS-84 | 24.05.1997, 13:27 | 09 суток 05 часов 19 минут   | 0                        | 0                        |
|   |                   |                   |                      |                 |                   | 178 суток 10 часов 41 минута | 0                        | 0                        |

Уволилась из отряда космонавтов РКК «Энергия» 30 декабря 1999 года в связи с избранием депутатом Государственной Думы. С 1999 по 2003 год — депутат Государственной Думы РФ 3-го созыва от избирательного блока «Отечество — Вся Россия». С 2003 по 2011 год — депутат Государственной Думы РФ 4—5 созывов от партии «Единая Россия». В 2006 году окончила Дипломатическую академию МИД России.
16 августа 2011 года Елена Кондакова заявила о выходе из «Единой России» в связи с несогласием с результатами августовских внутрипартийных выборов.

Людям выдавались листы с номерами людей, за которых было необходимо голосовать, при подсчёте бюллетеней оказывалось, что их больше, чем людей на площадке.
Праймериз «Единой России» — экономически нецелесообразная игра в демократию.

Я осознаю, что моё заявление означает конец моей политической карьеры…— Пресс-конференция Елены Кондаковой 16 августа 2011 года
С 27 марта 2012 года по 2018 год — торговый представитель РФ в Швейцарии.

## Награды
- Медаль «Золотая Звезда» Героя Российской Федерации (10 апреля 1995 года)
- Медаль «За заслуги в освоении космоса» (12 апреля 2011 года) — за большие заслуги в области исследования, освоения и использования космического пространства, многолетнюю добросовестную работу, активную общественную деятельность[6]
- Медаль НАСА «За космический полет» (NASA Space Flight Medal)
- Почётный гражданин Мытищинского района Московской области (1997)

## Семья
Муж Валерий Рюмин (1939—2022) — космонавт, один из руководителей ракетно-космической корпорации «Энергия». В браке с 1985 года, дочь Евгения родилась в январе 1986 г.